# Nipponia (Roller)
Nipponia AE ist ein griechischer Hersteller von Motorrollern.
Nipponia wurde 1992 in Japan gegründet, daher auch der Name der Gesellschaft. 2006 folgte ein Umzug des Unternehmenssitzes in den Athener Vorort Nea Smyrni, wo sich mittlerweile auch die Hauptfertigungsstätte befindet. Aus CKD-Bausätzen werden Motorroller auch in Santo Domingo (Dominikanische Republik), La Victoria (Venezuela) und in Shanghai (Volksrepublik China) montiert.
Angeboten werden mehrere Baureihen: Vorrei, Arte, Ezio, Dion, Neon und Arion. Ferner wurde der Konzeptroller Renzo entwickelt, der aus einer Studie hervorging. Alle Roller wurden von Sotiris Kovos entworfen.